# Scherefe

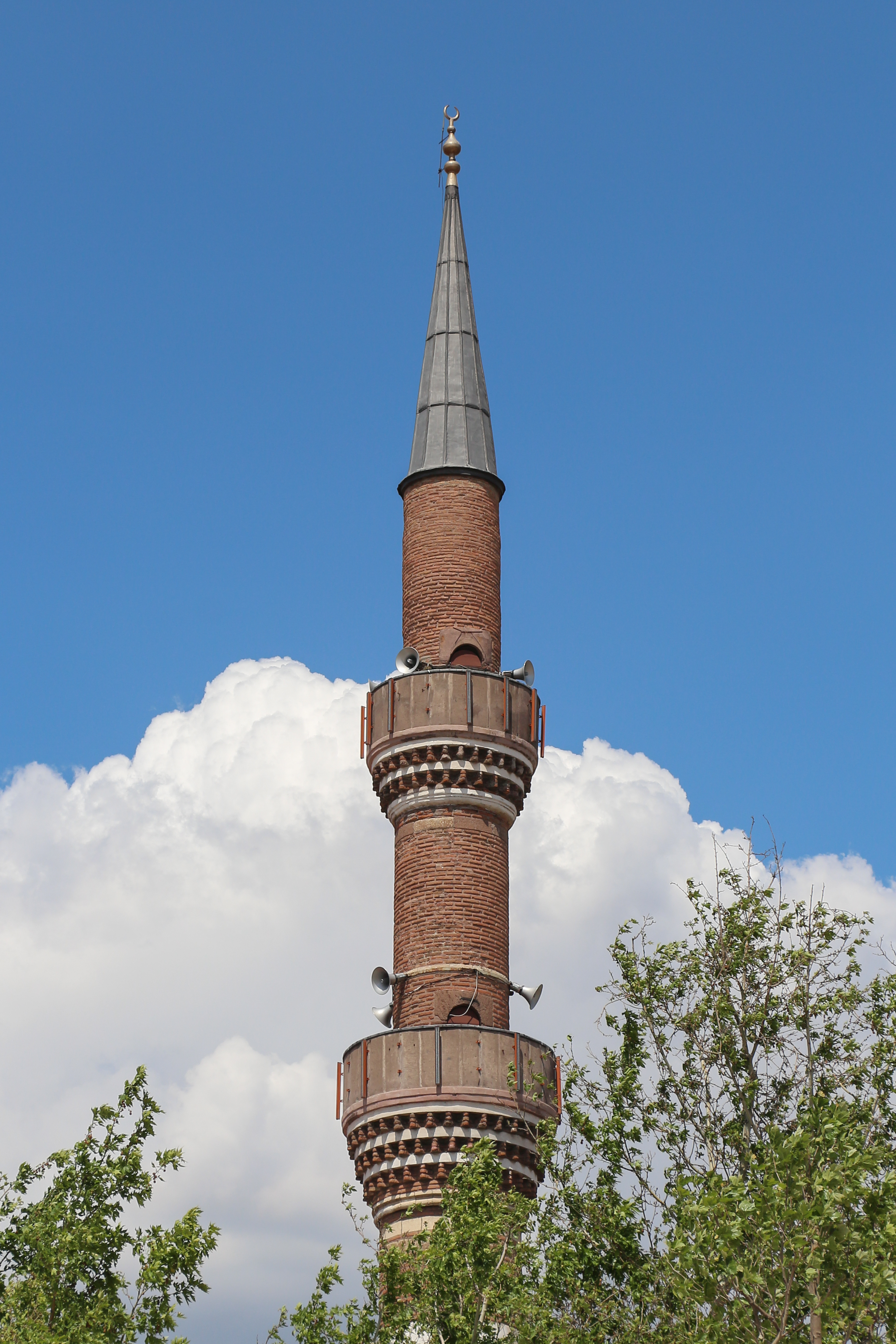
Die zwei Scherefes der Hadschi-Bairam-Moschee in Ankara

Die Scherefe oder Scheref (von persisch scharafa für „Schwelle“ oder „Terrasse“; albanisch Sherefja, türkisch Şerefe, serbokroatisch Шерефе Šerefa) ist der Balkon eines Minaretts, von dem der Muezzin seinen Gebetsruf tätigte. In der modernen Zeit sind an den Scherefes jedoch Lautsprecher angebracht.
Oft sind diese Balkone verziert, zum Beispiel mit einem Stalaktitengewölbe (muqarnas) an der unteren Außenseite. Manche Minarette können auch mehrere Scherefes übereinander haben. So hat die historische Blaue Moschee (Sultan-Ahmed-Moschee) in Istanbul auf ihren sechs Minaretten insgesamt 16 Scherefes. Der Architekt Sinan unterschied fünf verschiedene Arten von Scherefes.
Zu Feiertagszeiten können zwischen den Scherefes zweier Minarette beleuchtete Schriftzüge für die Nacht- und Abendstunden, sogenannte Mahyas, angespannt werden.